# Trostnica
Trostnica (ros. Тростница) – chutor w zachodniej Rosji, w sielsowiecie prilepskim rejonu konyszowskiego w obwodzie kurskim.

## Geografia
Miejscowość położona jest w dorzeczu rzeki Prutiszcze (basen Sejmu), 4,5 km od centrum administracyjnego sielsowietu (Prilepy), 3 km na południe od centrum administracyjnego rejonu (Konyszowka), 62,5 km na zachód od Kurska.
W Trostnicy znajduje się 14 posesji.
Klimat
Miejscowość, jak i cały rejon, znajduje się w strefie klimatu kontynentalnego z łagodnym ciepłym latem i równomiernie rozłożonymi opadami rocznymi (Dfb w klasyfikacji klimatów Köppena).

## Demografia
W 2010 r. miejscowość zamieszkiwały 4 osoby.